# ملاتونرژیک
یک عامل یا داروی ملاتونرژیک (انگلیسی: Melatonergic) یک ماده شیمیایی است که به طور مستقیم سیستم ملاتونین را در بدن یا مغز تعدیل می‌کند.  مثال‌ها شامل آگونیست‌های گیرنده ملاتونین و آنتاگونیست‌های گیرنده ملاتونین است.